# Difang et Igay Duana
Difang Duana (20 mars 1921 – 29 mars 2002) et Igay Duana (9 août 1922 – 16 mai 2002), également connus sous les noms de Kuo Ying-nan (chinois : 郭英男) et Kuo Hsiu-chu (chinois : 郭秀珠), sont des fermiers Amis de Taïwan, mari et femme, connu en tant que duo de musique folklorique spécialisé dans les chants traditionnels Amis.
Leur œuvre la plus connue est l'interprétation d'une chanson traditionnelle Amis Palang, appelée tour à tour Weeding and Paddyfield Song No. 1, Elders' Drinking Song et Jubilant Drinking Song, ou Sapiliepah a Radiw dans la langue des Amis. La chanson est enregistrée par un projet du gouvernement français et par EMI, et est ensuite samplée par le groupe Enigma pour son tube international Return to Innocence. Les accusations d'utilisation involontaire sans autorisation sont réglées à l'amiable.

## Biographie

### Jeunesse
Kuo Ying-nan naît en 1921 dans la tribu Falangaw de Taitung, membre des groupes de « réveil » (latihmok) dans la hiérarchie des âges des Amis. C'est un ancien très respecté, connu pour ses techniques vocales et de chant, souvent cité par les ethnomusicologues comme un élément important de ces domaines. En 1988, la Maison des cultures du monde de Paris accueille le « Festival de danse et de musique indigènes de l'Asie-Pacifique », auquel participent la tribu Paiwan de Sandimen du comté de Pingtung, la tribu Bunun de Wulushan du canton de Yanping du comté de Taitung, ainsi que Kuo Ying-nan et son épouse, sous la direction de Hsu Tsang-Houei, Tsai Li-hua et Hsu Ying-chou. Les représentations du festival sont enregistrées dans l'album Polyphonies vocales des aborigènes de Taïwan produit par la Maison des cultures du monde à Paris.

### Carrière
En 1988, Difang et Igay se rendent en France pour chanter dans le cadre d'une tournée organisée par l'ethnomusicologue Hsu Tsang-Houei, au cours de laquelle ils sont payés 95 francs par jour, ainsi qu'une trentaine d'autres artistes autochtones taïwanais. Leurs prestations sont enregistrées par la Maison des cultures du monde, qui dépend du ministère français de l'éducation nationale, et intégrées à une compilation « anonyme » de « chansons aborigènes taïwanaises » destinée à être utilisée à des fins éducatives. Six ans plus tard, Michael Cretu, le créateur du groupe roumano-allemand Enigma, basé à Ibiza, estimant que l'enregistrement appartient au domaine public, le sample dans sa chanson Return to Innocence. Après que les agences de presse taïwanaises ont identifié la performance des Duanas, le couple se voit proposer un contrat avec Magic Stone, une filiale du label discographique indépendant taïwanais Rock Records ; leur musique a été peu connue en dehors de Taïwan.
En 1998, les Duanas intentent une action en justice contre Cretu et EMI pour violation des droits d'auteur. Le couple aurait utilisé une partie de l'argent pour créer un fonds de bourses d'études pour les enfants Amis. L'avocat de Magic Stone gagne également un procès contre le gouvernement français, mais celui-ci insiste pour donner l'argent à une fondation d'art populaire en fiducie, et non aux Duanas. En réponse à ces actions en justice, Robin Lee, directeur de l'association taïwanaise des propriétaires de droits d'auteur sur les enregistrements, affirme que les interprètes de musique folklorique traditionnelle n'étant pas des auteurs, ils n'avaient pas de droits d'auteur. Lee se trompait car la pratique courante consiste à indiquer que la musique est traditionnelle (pas de droit d'auteur), mais que l'arrangement est protégé par le droit d'auteur.
En 1993, le groupe allemand Enigma sample une partie d'une chanson intitulée Song of Joy (palafang) enregistrée par Kuo Ying-nan en France, et l'intègre à sa chanson Return to Innocence, qui est ensuite choisie comme chanson thème des Jeux olympiques d'été de 1996. Cependant, Kuo Ying-nan ne les avait pas autorisés à sampler sa chanson ; et alors que l'événement est en cours, une polémique autour de la culture indigène et du droit d'auteur s'installe rapidement. L'ethnomusicologue Ming Li-Kuo souligne également  le conflit entre le système de droits d'auteur et la culture de tradition orale, voire l'héritage de la culture, ainsi que l'impact potentiel sur le développement culturel. Par la suite, Enigma et Kuo Ying-nan parviennent à un accord grâce à la médiation de la Magic Stone Record Company. En outre, le responsable musical d'Enigma chez Virgin Music Allemagne déclare que le fondateur d'Enigma, Michael Cretu, n'avait pas l'intention de violer les droits d'auteur de qui que ce soit. Kuo Ying-nan déclare que tant que les gens sauraient que cette chanson provenait des Amis de Taïwan et qu'elle était chantée par sa femme et lui-même, ils l'accepteraient tous les deux en toute bonne foi.
En 1998, Kuo enregistre son premier album Circle of Life à Taïwan avec l'aide du producteur belge Dan Lacksman, qui comprend sa chanson la plus connue, Song of Joy (palafang). L'album se vend bien à Taïwan, et se classe à la 15e place de l'IFPI. Fin 1999, Kuo sort son deuxième album, Across the Yellow Earth, qui lui vaut l'année suivante le prix du meilleur album de musique ethnique lors de la 11e édition des Golden Melody Awards, et Kuo est également nommé pour le prix du meilleur interprète masculin,.
Un deuxième album, Across the Yellow Earth, sort en 2001.

### Décès
Difang décède le 29 mars 2002 d'une septicémie, après avoir lutté contre le diabète pendant de nombreuses années, et sa santé s'est considérablement détériorée après avoir été mordu par un mille-pattes en octobre de l'année précédente. Igay décède peu de temps après, le 16 mai 2002, après une longue bataille contre le cancer du sein. Le diagnostic initial avait été posé le 8 juillet 1996.

## Discographie
- 1988 : Non crédité (« anonyme ») enregistré dans Polyphonies vocales des aborigènes de Taïwan, Ministère de l'éducation nationale, 1988.
- 1993 : Return to Innocence (EMI)
- 1998 : Circle of Life (Magic Stone Records) (1re place au Japon et à Taïwan)
- 2001 : Across the Yellow Earth (Magic Stone Records)